# Dieterich
Dieterich is een plaats (village) in de Amerikaanse staat Illinois, en valt bestuurlijk gezien onder Effingham County.

## Demografie
Bij de volkstelling in 2000 werd het aantal inwoners vastgesteld op 591. In 2006 is het aantal inwoners door het United States Census Bureau geschat op eveneens 591.

## Geografie
Volgens het United States Census Bureau beslaat de plaats een oppervlakte van 3,1 km², geheel bestaande uit land. Dieterich ligt op ongeveer 179 m boven zeeniveau.

## Plaatsen in de nabije omgeving
De onderstaande figuur toont nabijgelegen plaatsen in een straal van 20 km rond Dieterich.